# Université du Nord de l'Iowa
L'Université du Nord de l'Iowa (anglais : University of Northern Iowa (UNI)) est une université située à Cedar Falls, dans l'Iowa aux États-Unis. 